# Krzeczowice
Krzeczowice – wieś w Polsce, położona w województwie podkarpackim, w powiecie przeworskim, w gminie Kańczuga.

## Historia
Władysław Józef Fedorowicz testamentem z 15 czerwca 1922 roku zapisał wieś Polskiej Akademii Umiejętności z zastrzeżeniem, że dochody ma ona przeznaczyć na stypendia dla młodzieży kształcącej się zawodach związanych z rolnictwem i publikację prac z zakresu rolnictwa i leśnictwa. Zalecał przyznawanie stypendium dzieciom pochodzącym z Małopolski, wyznania katolickiego i o nienagannej postawie moralnej. W majątku na terenie Krzeczowic uprawiano buraki cukrowe, pszenicę i rzepak. Hodowano krowy, świnie i karakuły. W 1933 roku zbudowano nowy spichlerz i chlewy. Podczas strajku rolnego na przełomie czerwca i lipca 1936 roku doszło do starć z policją. Zginęło 9 osób, a wiele zostało rannych.
W latach 1975–1998 wieś administracyjnie należała do województwa przemyskiego. Wieś jest siedzibą rzymskokatolickiej parafii św. Andrzeja Boboli.
W Krzeczowicach urodził się ks. Roman Szczygieł. Od 1948 roku w Krzeczowicach działa Ludowy Klub Sportowy Cresovia Krzeczowice.
We wsi była stacja kolejowa Krzeczowice.
| SIMC    | Nazwa | Rodzaj |
| ------- | ----- | ------ |
| 0604287 | Jaz   | osada  |

## Zabytki
- drewniany, nieużytkowany kościół pw. św. Andrzeja Boboli (ok. 1770 r.), dawna cerkiew parafialna pw. św. Mikołaja remontowany w 1817, 1910 i 1985;
- pozostałości zespołu dworskiego:
  - oficyna murowana (koniec XIX w.);
  - część XIX-wiecznych budynków;
  - park krajobrazowy;
- w latach 80. stojący w Krzeczowicach drewniany XVII-wieczny dwór przeniesiono do Skansenu „Pastewnik” w Przeworsku;
- pomnik ku czci zabitych podczas strajku w 1936 w majątku Polskiej Akademii Umiejętności[8].